# MINURCA
La Missione delle Nazioni Unite nella Repubblica Centrafricana (MINURCA dal francese Mission des Nations Unies en Republique Centrafricaine) è stata una missione di peacekeeping dell'ONU decisa dal Consiglio di Sicurezza il 27 marzo 1998 con la risoluzione numero 1159.
La missione, che iniziò ad essere operante nell'aprile del 1998, si rese necessaria dopo la firma degli accordi di Bangui tra il governo Patassé e le truppe irregolari. Il mandato della missione era di monitorare lo smatellamento degli arsenali delle truppe dei ribelli, monitorare il rispetto degli accordi restrittivi in materia di armi da fuoco, creare e addestrare la polizia nazionale centrafricana, monitorare il rispetto della libertà di movimento nei pressi della capitale Bangui, aiutare il governo nell'indire nuove elezioni.
Il contingente era composto da 1.350 militari provenienti da: Benin, Burkina Faso, Camerun, Canada, Ciad, Costa d'Avorio, Egitto, Francia, Gabon, Mali, Portogallo, Senegal, Togo e Tunisia.
Il quartier generale della missione fu posto a Bangui e la missione fu comandata dal generale Barthélémy Ratanga (Gabon).
La missione si concluse nel febbraio 2000; il costo complessivo fu di 60 milioni di dollari.